# Gioseffo Guami
Gioseffo Guami (Lucca, 1540 - aldaar, ca 1612) was een Italiaans componist. Ook was hij organist en zanger. De stijl kan gekenmerkt worden als late renaissance, en hij wordt beschouwd als één der sleutelfiguren bij de overgang naar de barok. Zijn werk werd beschreven door de muziektheoreticus Vincenzo Galilei.

## Levensbeschrijving
Omtrent Gioseffo, broer van de componist Francesco Guami, is weinig bekend uit zijn vroegere jaren, maar in 1561 maakte hij reeds deel uit van het muziekgezelschap van de San Marco te Venetië. Hier studeerde hij bij Adriaan Willaert en Annibale Padovano. In 1568 ging hij naar München, daar hij er benoemd was tot hoforganist. Ook Orlando di Lasso was toen in München werkzaam als kapelmeester. Tot 1579 werkte hij in Beieren, waarna hij terugging naar Venetië. Van 1588-1591 was hij daar eerste organist aan de San Marco. Vervolgens keerde hij terug naar Lucca, waar hij organist werd aan de kathedraal. Een van zijn leerlingen daar was de latere componist Adriano Banchieri.

## Werken
Het werk van Guami werd beïnvloed door Adriaan Willaert, Cipriano de Rore en, later, Orlando di Lasso. In zijn wereldlijke muziekwerken was in de opvallende chromatiek en de modulaties de invloed merkbaar van Nicola Vicentino. Ook schreef hij talrijke canzonas. Hoogstwaarschijnlijk schreef hij ook orgelmuziek, maar deze is verloren gegaan.
- Bibsys: 5053730
- Biblioteca Nacional de España: XX1746612
- Bibliothèque nationale de France: cb13894773x (data)
- CiNii: DA12256737
- Gemeinsame Normdatei: 131967983
- International Standard Name Identifier: 0000 0000 8381 0236
- Library of Congress Control Number: n82150573
- Nationale Bibliotheek van Letland: 000121987
- MusicBrainz: 2a933060-88a1-4519-ad5c-0938407d16c5
- Nationale Bibliotheek van Tsjechië: xx0076413
- Nationale bibliotheek van Australië: 52750923
- Nationale Bibliotheek van Israël: 987007383243205171
- Nederlandse Thesaurus van Auteursnamen: 096583363
- Réseau des bibliothèques de Suisse occidentale: 02-A005208321
- SNAC: w6ft9fbd
- Système universitaire de documentation: 11129293X
- Trove: 1518616
- Virtual International Authority File: 49408169
- WorldCat: E39PBJfxcqgFvWGhvF6RVhGGpP